# Castillo de Catadau
Castillo de Catadau es como se conoce la casa que se encuentra ubicada en la calle Marqués de Campo de la mencionada localidad de la Ribera Alta en la provincia de Valencia (España).
Según la Dirección General del Patrimonio Cultural de la Consejería de Turismo, Cultura y Deportes, el denominado Castillo de Catadau, pese a estar declarado Bien de Interés Cultural, con el código 46.20.093-001, no se encuentra registrado ni posee nº de anotación ministerial, siendo su declaración genérica.

## Descripción
Se trata de una casa construida sobre los restos o bien de una posible muralla, que debía defender la población de Catadau durante la época medieval, o bien de alguna torre o pequeña fortificación que allí se situaba.
Los restos que se han conservado son muy pocos, pese a ello puede distinguirse una parte de muro construida a base de mampostería y argamasa.
La vivienda construida anexa a los restos del castillo es de propiedad privada y se encuentra en perfecto estado de conservación. 